# Konrad Pałubicki

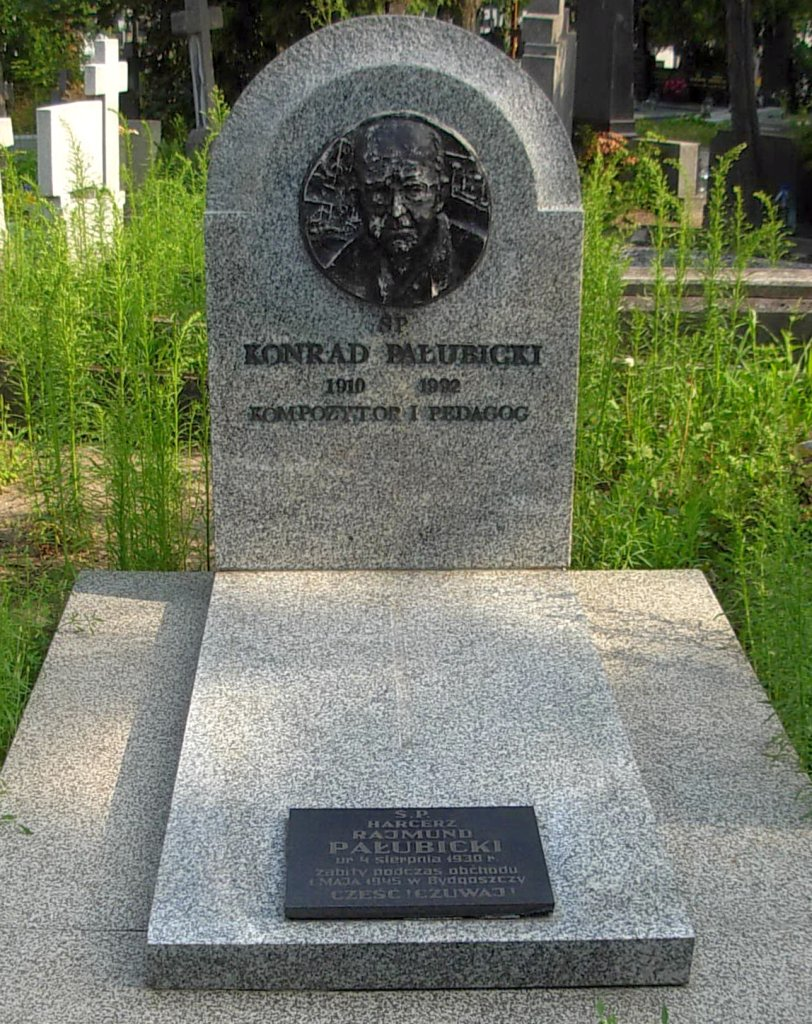
Nagrobek Konrada Pałubickiego na cmentarzu Nowofarnym w Bydgoszczy

Konrad Józef Pałubicki (ur. 16 marca 1910 w Dziembówku, zm. 22 października 1992 w Gdańsku) – polski kompozytor, muzykolog, pedagog, twórca hejnału bydgoskiego, prof. zw. Akademii Muzycznej w Gdańsku i Instytutu Wychowania Muzycznego Wyższej Szkoły Pedagogicznej w Bydgoszczy (późniejszego Uniwersytetu Kazimierza Wielkiego) działacz i animator życia muzycznego na Wybrzeżu i w Bydgoszczy.

## Życiorys

### Początki
Urodził się 16 marca 1910 r. w Dziembówku niedaleko Ujścia, w powiecie chodzieskim. Był synem Franciszka, urzędnika kolejowego i Wandy z d. Wyrwickiej.
Po zakończeniu I wojny światowej zamieszkał wraz z rodzicami w Bydgoszczy. Tutaj uczęszczał do Państwowego Gimnazjum Humanistycznego. W wieku 17 lat zainteresował się muzyką. Zaczął pobierać prywatne lekcje gry na fortepianie u Magdaleny Bylczyńskiej. Jako stypendysta Dyrekcji Gdańskiej PKP odbył studia muzyczne na Uniwersytecie Poznańskim. W czerwcu 1937 r. uzyskał tytuł magistra filozofii w zakresie muzykologii. Jednocześnie ukończył klasę gry na fortepianie Jana Skrzydlewskiego w Wielkopolskiej Szkole Muzycznej. W tym samym czasie jako prywatny uczeń studiował teorię i kompozycję u Stanisława Bolesława Paradowskiego w Konserwatorium Poznańskim. W latach 1937–1939 uczył śpiewu w Państwowym Gimnazjum i Liceum im. T. Kościuszki w Jarocinie. Tam prowadził, aż do wybuchu II wojny światowej, orkiestrę i chór.
Wojnę i okupację przeżył w Krakowie. Udzielał lekcji gry na fortepianie. Od 1942 r. dojeżdżał do Warszawy na prywatne lekcje z zakresu teorii i kompozycji u Kazimierza Sikorskiego i pianistyki u Zbigniewa Drzewieckiego. W tym czasie próbował swoich sił jako kompozytor. Napisał kilka utworów fortepianowych i pieśni.

### Okres bydgoski
W 1945 r. powrócił do Bydgoszczy, gdzie 1 maja tego roku objął stanowisko referendarza, a następnie kierownika oddziału muzyki w Wydziale Kultury i Sztuki Pomorskiego Urzędu Wojewódzkiego. Włączył się aktywnie w odbudowę życia muzycznego miasta. Działał w Towarzystwie Muzycznym, współtworzył Orkiestrę Radiową i Pomorską Orkiestrę Symfoniczną. Od 1945 r. nauczał kompozycji i teorii muzyki w Miejskim Konserwatorium Muzycznym. W latach 1947–1961 pracował w Średniej Szkole Muzycznej w Bydgoszczy (od 1952 Liceum Muzyczne). Był wymagającym pedagogiem i energicznym organizatorem.
Obok pracy pedagogicznej, działał społecznie. W 1946 r. uczestniczył w Komitecie Obchodów 600-lecia nadania praw miejskich Bydgoszczy, w ramach którego, obok Festiwalu Muzyki Polskiej, odbył się plenarny Zjazd Komisji Programowej Szkolnictwa Muzycznego przy Ministerstwie Kultury i Sztuki. Gdy Sekcja Muzyczna Komitetu Obchodów 600-lecia miasta Bydgoszczy ogłosiła konkurs na hejnał bydgoski, spośród 26 kandydatów, którzy przystąpili do konkursu, jury wybrało jego kompozycję opartą na motywach kaszubskich. Ustalono, iż hejnał Bydgoszczy będzie rozbrzmiewał trzykrotnie z wieży kościoła Klarysek przy ul. Gdańskiej.
Był osobą cenioną w środowisku muzycznym Bydgoszczy. Miał swój udział w powstaniu Studia Operowego, następnie jej upaństwowieniu oraz staraniach o budowę nowego gmachu dla tej instytucji. Był również członkiem komisji programowej festiwalu Musica Antiqua Europae Orientalis. Zaangażował się w organizowanie Międzynarodowych Kursów Wakacyjnych w Lubostroniu, będących formą naukowych obrad towarzyszących festiwalowi.
Konrad Pałubicki został sportretowany jako prof. Pałuba-Pałubiński w powieści Macieja Dęboróg-Bylczyńskiego „Wygnańcy Ewy” (wyd. Będzin, 2016).

### Okres gdański
Od 1950 r. był zaangażowany w działalność Państwowej Wyższej Szkoły Muzycznej w Sopocie, późniejszej Akademii Muzycznej im. Stanisława Moniuszki w Gdańsku. Pełnił tam rozliczne funkcje: dziekana Wydziału Kompozycji i Teorii Muzyki (1952–1972), kierownika Katedry Kompozycji i Teorii Muzyki (1961–1972) i prorektora (1971–1972). Podtrzymywał jednakże współpracę z bydgoskim środowiskiem naukowym i muzycznym, wykładając w Wyższej Szkole Pedagogicznej, przewodnicząc przez wiele lat (1959–1968) Wydziałowi Nauk Humanistycznych przy Bydgoskim Towarzystwie Naukowym, którego był jednym z założycieli. Jako redaktor naukowy przygotowywał do druku zeszyty z cyklu Z dziejów muzyki polskiej na Pomorzu i Kujawach.
W 1968 r. zamieszkał na stałe w Gdańsku, lecz nadal nie zrywał kontaktów z Bydgoszczą, ucząc studentów teorii i kompozycji w Instytucie Wychowania Muzycznego WSP. Był honorowym członkiem bydgoskiego Towarzystwa Muzycznego im. I.J. Paderewskiego, wieloletnim członkiem Związku Kompozytorów Polskich i prezesem gdańskiego oddziału tego związku. Od początku lat 70. przez 10 lat był członkiem Komisji Doktoratów przy Studium Doktoranckim na Wydziale Kompozycji, Teorii Muzyki i Dyrygentury Akademii Muzycznej w Warszawie. W 1957 r. nadano mu tytuł naukowy docenta, zaś w 1967 r. profesora nadzwyczajnego. Uczestniczył w pracach Rady Wyższego Szkolnictwa Artystycznego przy Ministerstwie Kultury i Sztuki. Od 1969 r. przewodniczył komisji rzeczoznawców ds. reformy wyższych szkół muzycznych. Był także autorem wielu prac teoretycznych, skryptów, artykułów, zwłaszcza zaś 2-tomowego dzieła Współczesne techniki kompozytorskie. Był promotorem i recenzentem wielu prac doktorskich.
Zmarł 22 października 1992 r. w Gdańsku. Spoczął na cmentarzu Nowofarnym w Bydgoszczy.

### Działalność kompozytorska
Jego spuścizna kompozytorska obejmuje przede wszystkim dzieła symfoniczne, koncerty, utwory instrumentalne, pieśni i muzykę kameralną. Około 50 kompozycji powstało w tzw. „okresie bydgoskim”. Były to m.in. kompozycje orkiestrowe (Groteska symfoniczna i Witraże – tryptyk), koncerty (fortepianowe, skrzypcowe, wiolonczelowe, fletowe), utwory wokalno-instrumentalne (kantata Mój świat, pieśni na głos z fortepianem i towarzyszeniem innych instrumentów), utwory kameralne (kwartety smyczkowe, na skrzypce, wiolonczelę i flet), kompozycje na instrumenty solo lub solo z orkiestrą, tj. Muzyka na głos i orkiestrę oraz utwory sceniczne: Chimery – balet. Swoje kompozycje pisał dla konkretnych wykonawców, m.in. Lucjana Galona, Krystyny Sucheckiej, Jerzego Sulikowskiego, Romana Sucheckiego. Do większych utworów wykonanych w Bydgoszczy należały m.in.: Koncert skrzypcowy (1951), Concertino na fortepian i orkiestrę (1956). Ostatni koncert kompozytorski z jego udziałem odbył się w 1992 r. w Filharmonii Pomorskiej, na kilka miesięcy przed jego śmiercią.
W 1964 r. opracował Chimery, wykonywane wówczas jako utwór symfoniczny, jako muzykę baletową dla potrzeb bydgoskiej opery. Wystawiono ten choreograficzny obraz, jako trzeci, w tryptyku przygotowanym na bydgoski Festiwal Muzyki Polskiej (1964) pod nazwą Balety polskie.
Wśród wielu jego kompozycji, kilka zostało nagrodzonych na ogólnopolskich konkursach, m.in.:
- Ballada gdańska – II nagroda na konkursie z okazji 25-lecia wyzwolenia Gdańska (1969)
- Sonata na obój i fortepian – I nagroda na Ogólnopolskim Konkursie Kompozytorów Muzyki Kameralnej (1971)
- Kompozycja na fortepian solo – wyróżnienie na IX Festiwalu Pianistyki Polskiej w Słupsku (1975)

### Zaangażowanie polityczne
Konrad Pałubicki nie związał się z żadnymi ugrupowaniami, prócz twórczych (kompozytorskich). Był niezależny w swoich poglądach, lecz jednocześnie tolerancyjny wobec poglądów innych.

### Rodzina
Konrad Pałubicki był żonaty z wdową Janiną z d. Bazarnik. Nie miał własnych dzieci. Był ojcem dla dzieci żony z pierwszego małżeństwa: Mariana (ur. 1946) i Jolanty (ur. 1949). Miał czworo rodzeństwa, m.in. brata Rajmunda (1929–1945) – harcerza zastrzelonego w pierwszym pochodzie pierwszomajowym w Bydgoszczy, patrona ulicy w Bydgoszczy i Elżbietę, która mieszkała z bratem Konradem do roku 1966 w Bydgoszczy w mieszkaniu Magdaleny Bylczyńskiej i była pod opieką rodziny Bylczyńskich do swojej śmierci.

## Odznaczenia
- 1955 – Medal 10-lecia Polski Ludowej
- 1957 – Złoty Krzyż Zasługi
- 1964 – Krzyż Kawalerski Orderu Odrodzenia Polski
- 1978 – Medal Komisji Edukacji Narodowej
- 1984 – Medal 40-lecia Polski Ludowej
- Odznaka honorowa „Zasłużony dla miasta Bydgoszczy”
- Odznaka honorowa „Zasłużony dla województwa bydgoskiego”